# Centaurea sicana
Il fiordaliso dei Monti Sicani (Centaurea sicana Raimondo & Spadaro, 2008) è una pianta appartenente alla famiglia delle Asteraceae, endemica della Sicilia facente parte del gruppo di Centaurea parlatoris.

## Descrizione
È una pianta perenne verdastra multicaule, camefita suffruticosa, alta circa 50 cm.

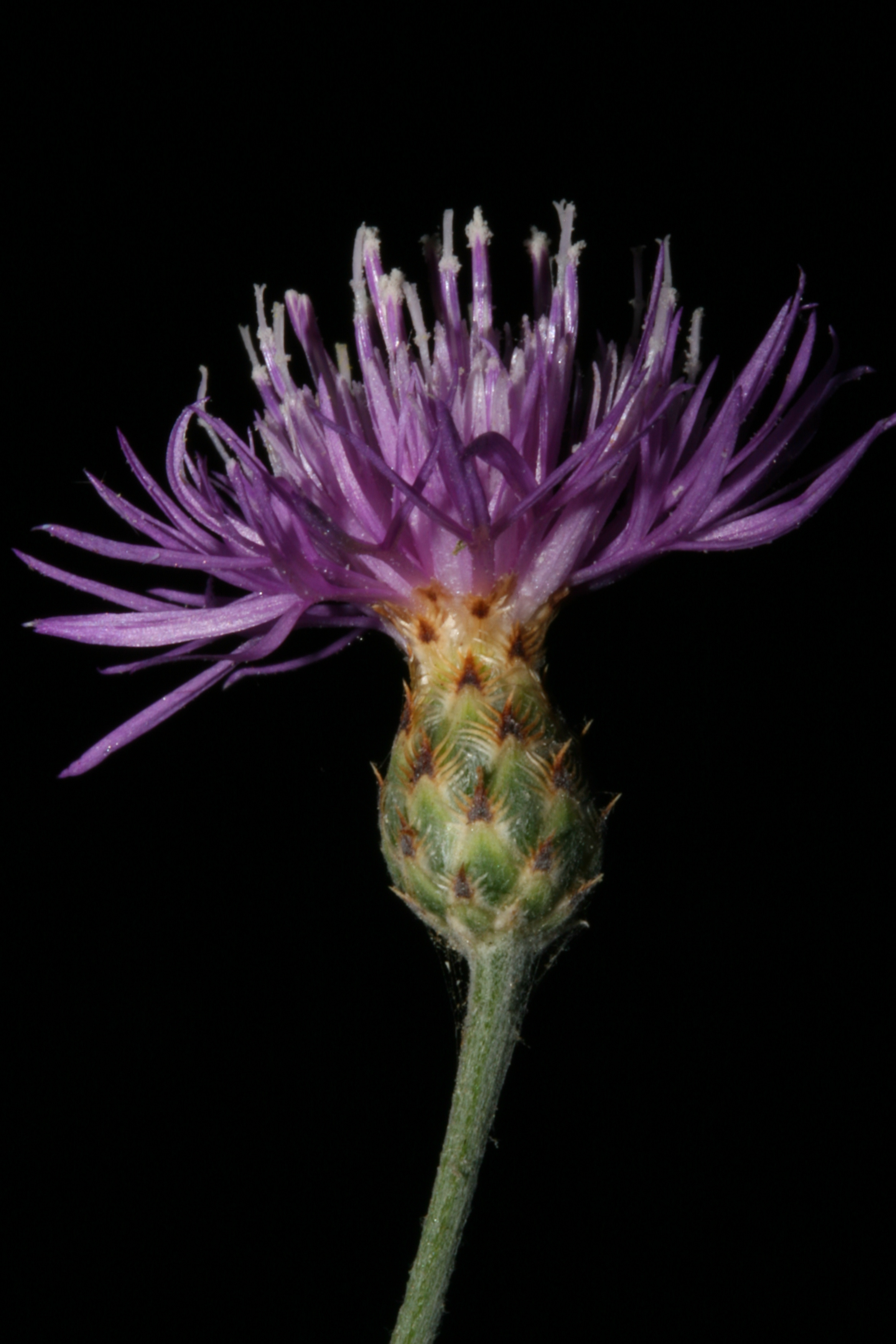

### Fusto
Il fusto è legnoso e ramificato con rami gracili, sparsamente pelosi, scabri all'estremità.

### Foglie
Le foglie sono profondamente laciniate e tomentose.

### Fiori
I fiori sono riuniti in infiorescenze a corimbo con capolino dal colore roseo chiaro - violaceo.

### Frutti
I frutti sono acheni di circa 4 mm con pappo di 1,5 mm.

### Biologia
Fioritura tardo primaverile estiva da maggio a luglio.

## Distribuzione e habitat
È presente nel settore centro-occidentale dell'Isola, facente capo al sistema orografico dei Monti Sicani. Il locus typicus sono le rupi settentrionali di Monte Cammarata (Agrigento) dove cresce da circa 1.250 m s.l.m. fino alla vetta. È presente anche a Monte delle Rose, Monte Colomba e Monte Barraù.